# NGC 2579
NGC 2579 је расејано звездано јато у сазвежђу Крма које се налази на NGC листи објеката дубоког неба.
Деклинација објекта је - 36° 12' 58" а ректасцензија 8h 20m 52,7s. Привидна величина (магнитуда) објекта NGC 2579 износи 7,5. NGC 2579 је још познат и под ознакама OCL 724, ESO 370-*N8, *Grp ?.